# Constituição de São Cristóvão e Neves
A Constituição de São Cristóvão e Neves foi adotada em 23 de junho de 1983 e entrou em vigor quando o país se tornou independente em 19 de setembro de 1983. É composta por 11 capítulos e várias agendas, que estabelecem os direitos, responsabilidades e definição dos cidadãos da federação. Ele também fornece a forma e a estrutura do governo e enumera os poderes dos diferentes ramos do governo. Seu tratamento da ilha de Neves é bastante incomum entre as nações federadas.
A atual constituição de São Cristóvão e Neves foi preparada em antecipação à conquista da independência do Reino Unido. É a única constituição que o país teve como nação independente, no entanto, havia várias constituições coloniais antes dele. A união das ilhas de São Cristóvão e Neves é controversa desde 1882, levando a constituição a prever especificamente um caminho de independência para Neves. Isso torna São Cristóvão e Neves incomum entre as federações.
O governo criado pela constituição é uma monarquia constitucional liderada por Elizabeth II, com uma legislatura unicameral. Neves recebe uma administração da ilha separada, mas São Cristóvão não.

## Pano de fundo
As ilhas de Anguila, São Cristóvão e Neves formaram uma colônia britânica conhecida como São Cristóvão-Neves-Anguila de 1882 até Anguila se rebelar em 1971. Em 19 de setembro de 1983, as duas ilhas restantes, São Cristóvão e Neves, conquistaram a independência da Grã-Bretanha. Em preparação para a independência, um projeto de constituição foi apresentado em 22 de junho de 1983 e aceito em 23 de junho, para entrar em vigor após a independência.
A união das três ilhas, e mais tarde as duas ilhas nunca foram fáceis, com Anguila e Neves sendo fortemente contra a união com São Cristóvão. Neves protestou fortemente contra se juntar a São Cristóvão desde o momento em que a ideia foi abordada pela primeira vez pelo Escritório Colonial Britânico em 1867 até o presente.
A constituição de 1983 não foi a primeira constituição de São Cristóvão e Neves; o Factbook Mundial da CIA diz que havia "várias constituições anteriores". No entanto, foi a constituição promulgada na fundação do estado moderno de São Cristóvão e Neves, e ainda não foi substituída. Após o fracassado referendo de independência de Neves em 1998, foi nomeada uma comissão para fazer recomendações para futuras relações entre as duas ilhas e, juntamente com uma força-tarefa constitucional posteriormente nomeada, recomendou uma série de mudanças na constituição atual.

## Neves
A constituição de São Cristóvão e Neves é bastante incomum, pois fornece a Neves uma grande autonomia e contém uma disposição que permite a Neves se separar caso uma maioria de dois terços dos cidadãos da ilha vote pela secessão. Em 1998, um referendo não alcançou a maioria necessária de dois terços para a independência.

## Estrutura de Governo
A constituição estabelece São Cristóvão e Neves como uma federação composta por dois estados, um em cada ilha. No entanto, São Cristóvão e Neves difere da maioria dos estados federados, pois em uma federação normal, cada estado tem seu próprio governo regional, com o governo federado fornecendo um governo abrangente. No entanto, enquanto a Constituição prevê que Neves tenha sua própria legislatura separada, São Cristóvão é governado diretamente pela Assembleia Nacional.   Além disso, a constituição prevê a nomeação de um governador geral para todo o território de São Cristóvão e Neves, que nomeia um vice-governador de Neves. Portanto, embora Neves tenha sua própria legislatura, assembleia e administração insular, São Cristóvão não possui tais órgãos legislativos independentes e, portanto, não é um governo federado típico. A Constituição de São Cristóvão e Neves é única, pois cria uma federação não entre São Cristóvão e Neves, mas entre Neves e a federação de São Cristóvão e Neves.
Ele prevê o estabelecimento de uma legislatura unicameral conhecida como Assembleia Nacional. A constituição determina que São Cristóvão e Neves seja dividido em nada menos que 11 círculos eleitorais, pelo menos 1/3 dos quais estão em Neves. A assembleia nacional contém um representante de cada círculo eleitoral, junto com pelo menos três senadores nomeados.
A assembleia nacional tem poderes para fazer leis, mas sua capacidade de fazer leis que afetam Neves é restringida pela Seção 37 e pelo Capítulo X.

## Disposições da Constituição de São Cristóvão e Neves
A constituição consiste em 120 artigos dispostos em 11 capítulos e seis cronogramas anexados ao final.

### Capítulo 1 - A Federação e a Constituição
O primeiro capítulo da Constituição prevê o estabelecimento de "um estado federal democrático soberano que pode ser denominado São Cristóvão e Neves ou São Cristóvão e Neves ou a Federação de São Cristóvão e Neves ou a Federação de São Cristóvão e Neves". Ele define o território que essa nação abrange e prevê que a Constituição seja a lei suprema da terra.

### Capítulo 2 - Proteção dos direitos e liberdades fundamentais
O capítulo II da constituição é uma Declaração de direitos para os cidadãos da nação. Contém quinze disposições que especificam direitos como direito à vida, proteção contra a escravidão ou trabalho forçado, proteção de propriedade pessoal, liberdade de expressão, liberdade de reunião e direitos similares. As próximas cinco disposições dizem respeito a circunstâncias de emergência sob as quais alguns dos direitos anteriormente enumerados podem ser derrogados.

### Capítulo 3 - O Governador Geral
O capítulo III estabelece os cargos do governador-geral, vice-governador-geral e o juramento de cargo do governador-geral.

### Capítulo 4 - Parlamento
O capítulo IV prevê a criação do Parlamento, descreve sua composição, as respectivas qualificações e desqualificações de representantes e senadores, o processo pelo qual os representantes devem ser eleitos e nomeados senadores, seus mandatos e outros assuntos relacionados ao Parlamento. Também enumera os poderes do Parlamento, os procedimentos para emendar a constituição, fazer leis, realizar eleições e determinar grupos constituintes.

### Capítulo 5 - O Executivo
O capítulo V da constituição prevê que São Cristóvão e Neves seja uma monarquia constitucional sob Sua Majestade Isabel II, pela Graça de Deus, Rainha de São Cristóvão e Neves e de seus outros Reinos e Territórios, Chefe da Commonwealth. A autoridade executiva deve ser exercida pelo Governador Geral.  Prevê a nomeação de um gabinete e ministros, prevê a ausência ou doença do Primeiro Ministro, descreve como o Governador Geral deve desempenhar suas funções, fornece um Líder da Oposição, vários Secretários, Procurador Geral, descreve procedimentos para processos públicos e prevê que o Governador Geral conceda perdões, tréguas e diminua punições.

### Capítulo 6 - Finanças
O capítulo VI prevê um sistema financeiro para a federação.

### Capítulo 7 - A Comissão de Serviço Público
O capítulo VII prevê o estabelecimento de uma Comissão de Serviço Público, que fará recomendações ao Governador Geral sobre a nomeação de vários funcionários públicos.

### Capítulo 8 - Cidadania
O capítulo VIII explica quais pessoas são cidadãos de São Cristóvão e Neves. A primeira parte diz respeito a pessoas que se tornariam cidadãos da federação na independência. A segunda parte prevê que todas as pessoas nascidas em São Cristóvão e Neves após a independência sejam cidadãos, desde que não se enquadram em uma de duas exceções, e filhos de cidadãos nascidos sob supervisão e cujos pais sejam empregados pelo governo em empregos que exigem que eles estejam no exterior.  Existem também disposições para a aquisição da cidadania, concessão de dupla cidadania e privação da cidadania.

### Capítulo 9 - Disposições judiciais
O capítulo nove concede ao tribunal superior a jurisdição original sobre questões constitucionais, no entanto, a parte que alega a questão constitucional deve solicitar ao Supremo Tribunal uma providência. Os recursos do Supremo Tribunal podem ser ouvidos pelo Tribunal de Apelações, cujas decisões, por sua vez, podem ser apeladas a Sua Majestade no conselho.

### Capítulo 10 - A Ilha de Neves
O capítulo 10 prevê que Neves tenha sua própria legislatura e assembleia. A Assembleia deve consistir em um membro eleito para cada distrito eleitoral e em pelo menos três, mas não mais de dois terços do número de membros eleitos, que são nomeados pela legislatura.  Também prevê uma Administração da Ilha de Neves, composta por um Premier e outros membros nomeados pelo Governador Geral.  Dá ao legislador da ilha de Neves o poder de fazer leis, ou portarias, "pela paz, ordem e bom governo da ilha de Neves com relação aos assuntos especificados". O capítulo dez limita o poder do governador geral em relação a Neves, exigindo que ele aja de acordo com os conselhos da administração da ilha.
A Administração da Ilha recebe autoridade exclusiva em Neves com relação a uma lista de coisas, incluindo: aeroportos e portos marítimos, educação, mineração, pesca, saúde e bem-estar, trabalho, terras de propriedade do governo e importações e exportações. As disputas entre a Administração da Ilha e o Governo devem ser tratadas pelo Supremo Tribunal. Por fim, o capítulo dez inclui disposições relativas à separação de Neves da federação.

### Capítulo 11 - Diversos
O capítulo XI da constituição inclui disposições relacionadas a como a secessão de Neves alteraria a própria constituição, funções adicionais do Governador Geral, como lidar com a demissão de vários funcionários públicos, como as palavras e frases na constituição devem ser interpretadas, e manipulação de modificações de várias disposições.

### Horários
Anexados ao final da constituição, há seis cronogramas mencionados anteriormente no documento. Eles estabelecem instruções para coisas como determinar distritos eleitorais (ou distritos eleitorais), alterações na constituição caso Neves seja bem-sucedido, juramentos de cargo e poderes legislativos, entre outras coisas.